# Nokia 2110
Nokia 2110 a fost un telefon celular fabricat de firma finlandeză de telecomunicații Nokia, anunțată pentru prima oară în 1993. Este prima Nokia cu ton de sonerie Nokia Tune. Telefonul are numai funcții de bază cum ar fi trimiterea / primirea SMS-urilor și listează 10 apeluri formate, 10 apeluri primite și 10 apeluri pierdute. O versiune ulterioară Nokia 2110i a venit cu o memorie mai mare și un buton antena proeminent, care a fost lansat în 1994.
Când a fost lansat telefonul a fost considerabil mai mic decât alții din prețul său și a avut un afișaj mai mare, așa că a devenit foarte popular.

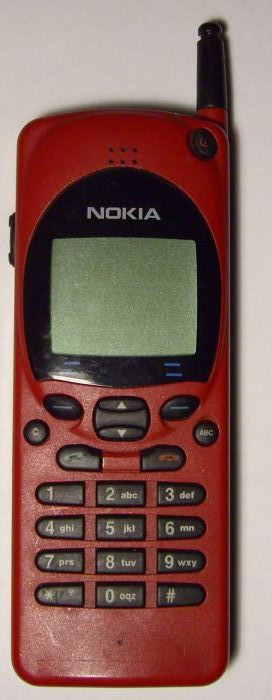
Nokia 2110i

## Apariție
Telefonul are un afișaj destul de mare cu trei linii pentru timpul său . În partea de sus este o antena retractabilă și un buton pornit / oprit. Pe laturile sunt tastele de volum, un joystick cu două butoane și alte taste standard. Dimensiunile sunt 148x56x25 mm. Greutate - 236 g. Difuzorul este situat în partea superioară. Panourile sunt înlocuibile, era posibil să se schimbe. Cel mai popular este Anul Nou.

## Funcționalitate
Pentru anii 1994 și 1995, capabilitățile telefonului mobil Nokia 2110 erau foarte mari - apel, SMS, calculator, cronometru, ceas deșteptător. De asemenea, 100 de intrări în agenda telefonică și un timp de vorbire de 1,4 ore. Standardul de comunicare este GSM 900. 